# 宁番卫
宁番卫，明朝时设置的卫所。
洪武二十七年（1394年），改苏州卫置，治所在今四川省冕宁县。属四川都司。寻改属四川行都司。辖境相当今冕宁、喜德两县地。清朝雍正六年（1728年），改为冕宁县。